# Schradera nervulosa
Schradera nervulosa là một loài thực vật có hoa trong họ Thiến thảo. Loài này được (Stapf) Puff, R.Buchner & Greimler miêu tả khoa học đầu tiên năm 1998.